# They Don't Know About Us (пісня Вікторії Дюффілд)
«They Don't Know About Us» (укр. Вони не знають про нас) — пісня канадської поп-співачки Вікторії Дюффілд за участю австралійського співака Коді Сімпсона зі свого дебютного студійного альбому Shut Up and Dance (2012). Вона була написана Троєм Самсоном, Рейчел Сутер і Вікторією Дюффілд. Продюсерами синглу стали Мікаел МакКінні та Салім «Lazyboi» Асад. Пісня була видана 1 серпня 2012 року лейблом Warner Music Group.

## Музичне відео
6 вересня, музичне відео на пісню «They Don't Know About Us» було зняте в Королівському музеї Онтаріо в Торонто та було представлене 9 листопада 2012 року на канадському телеканалі Family Channel та на канал Дюффілд на YouTube з Дюффілд та Сімпсоном у головних ролях.

## Трек-лист
| Цифрове завантаження | Цифрове завантаження                            | Цифрове завантаження |
| #                    | Назва                                           | Тривалість           |
| -------------------- | ----------------------------------------------- | -------------------- |
| 1.                   | «They Don't Know About Us» (feat. Cody Simpson) | 3:12                 |

## Чарти
| Чарт (2012)               | Найвища позиція |
| ------------------------- | --------------- |
| Канада (Canadian Hot 100) | 74              |

## Історія випуску
| Регіон | Дата          | Формат               | Лейбл              |
| ------ | ------------- | -------------------- | ------------------ |
| Канада | 1 серпня 2012 | Цифрове завантаження | Warner Music Group |